# Machaerina glomerata
Machaerina glomerata är en halvgräsart som först beskrevs av Charles Gaudichaud-Beaupré, och fick sitt nu gällande namn av Tetsuo Michael Koyama. Machaerina glomerata ingår i släktet Machaerina och familjen halvgräs. Inga underarter finns listade i Catalogue of Life.